# Walnootolie

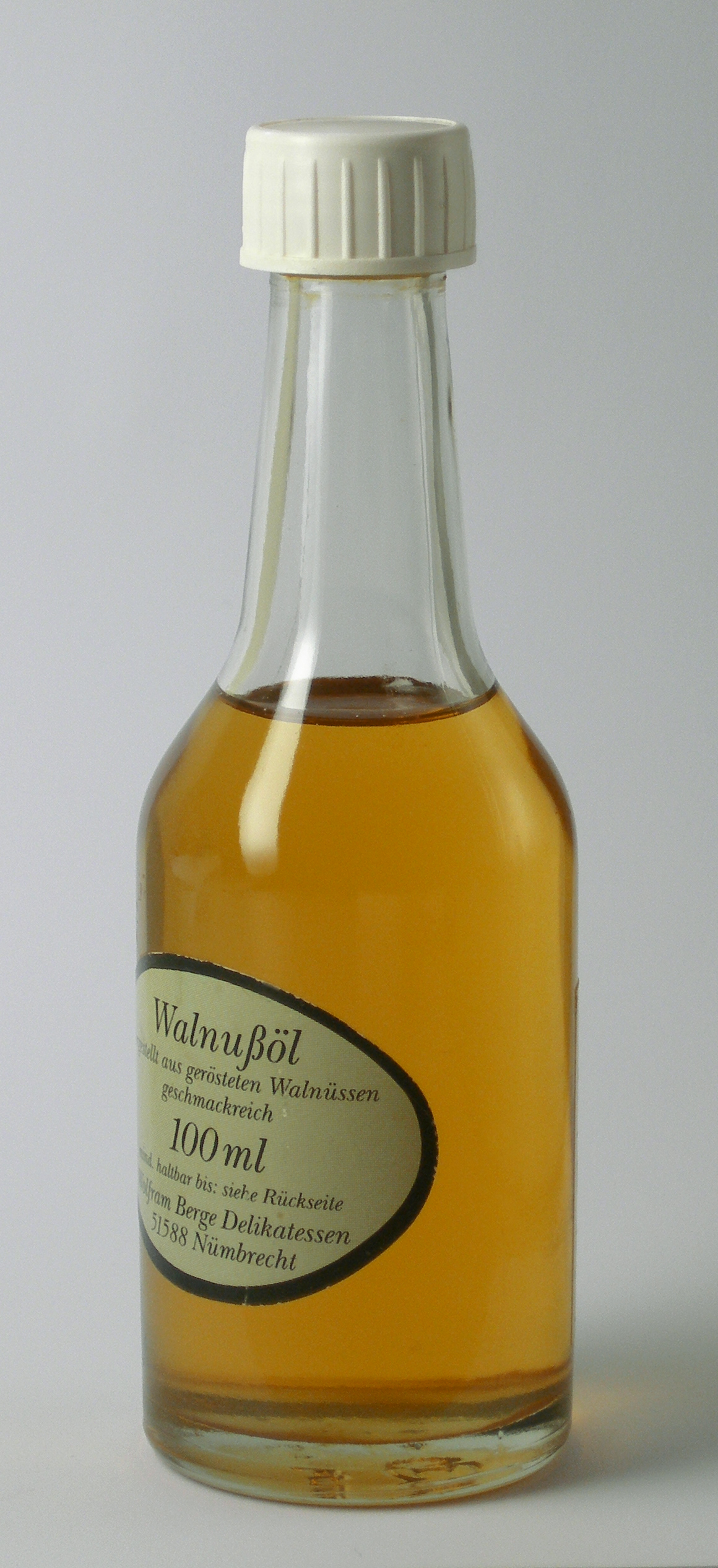
Walnootolie uit geroosterde noten

Walnootolie of walnotenolie wordt gewonnen uit walnoten en uit geroosterde walnoten. Het heeft een bleke tot lichtgele kleur en een intense, notige smaak. De olie heeft een hoog gehalte aan onverzadigde vetzuren. Koud geperste walnootolie moet koel bewaard worden en is beperkt houdbaar door oxidatie. De olie krijgt na opwarming een bittere smaak. Walnootolie is in het verleden gebruikt bij de bereiding van zeep, vernis en alkydverf, en sinds de Tweede Wereldoorlog ook als spijsolie in salades en sommige sauzen.
Walnotenolie wordt onder andere door koud persen van al of niet gedopte noten verkregen. Dit levert de hoogste kwaliteit olie, die echter beperkt houdbaar is.
Warm geperste walnootolie heeft een neutrale geur en smaak, is lang houdbaar, maar bij warm persen gaan vele waardevolle bestanddelen verloren.
Geëxtraheerde walnotenolie wordt verkregen met behulp van een oplosmiddel. Door verhitting wordt het oplosmiddel weer verwijderd. De ook opgeloste bitterstoffen worden door raffinage verwijderd. Door de verhitting gaan ook hier vele waardevolle bestanddelen verloren.
De olie bestaat voornamelijk uit triglyceriden. In kleinere hoeveelheden zijn ook vrije vetzuren, diglyceriden, monoglyceriden, sterolen, sterolesters, fosfolipiden en vitaminen aanwezig. De vetzuren zijn voornamelijk onverzadigd (linolzuur en oliezuur).
De fosfolipidenfractie (circa 0,9–1,3%) bestaat voornamelijk uit fosfatidylinositol (28,2–45,0%), fosfatidylcholine (18-20,4%), fosfatidylethanolamine (15–30,5%), cardiolipine (0–20,4%), fosfatidylserine (0–5%), fosfatidinezuur (0–7%) lysofosfatidylcholine (sporen tot 2,0%), lysofosfatidylethanolamine (sporen tot 2,0%).
De geur van walnootolie wordt gevormd door het collectieve effect van een aantal vluchtige componenten, waaronder terpenen, alcoholen en carbonylen.
De percentages vetzuren in walnootolie kunnen variëren, ook tussen soorten. Zo bevat de olie van de gewone walnoot meer linolzuur dan de olie van de zwarte walnoot. De marges waarbinnen de vetzuursamenstelling van walnootolie meestal kan variëren zijn de volgende:
| Bestanddeel                 | g/100g[2]  |
| --------------------------- | ---------- |
| Linolzuur (omega-6)         | 42,5 - 76  |
| Alfa-linoleenzuur (omega-3) | 2,0 - 18   |
| Oliezuur                    | 9,0 - 39,2 |
| Stearinezuur                | 0,6 - 2,2  |
| Palmitinezuur               | 2,9 - 8,2  |
| Palmitoleïnezuur            | 0,0 - 0,1  |
| Myristinezuur               | 0,0 - 2,0  |